# Muine
Muine est un lecteur audio libre capable de lire plusieurs formats sonores (MP3, ogg…). Il fonctionne avec GStreamer ou Xine. La partie graphique a la particularité de reposer sur la plateforme de développement libre Mono et Gtk#. Il est aussi capable de récupérer automatiquement les jaquettes des albums en cours d'écoute. Muine est un logiciel libre maintenu par Jorn Baayen et diffusé sous licence publique générale GNU.